# Dabuzi
Dabuzi  (chinês tradicional: 大堡子山遗址及墓群Mt, literalmente, Sítio do Monte Dàbǔzi e cemitério), é um sítio arqueológico no condado de Li, Gansu. Instrumentos musicais foram encontrados lá. O parque criptográfico oeste e o nobre cemitério Qin, do topo da montanha, rodeiam o centro administrativo de primeira geração da dinastia Qin - o Palácio Xichui.